# Amy Elizabeth Adams
Amy Elizabeth Adams   (Knowlton Township, 28 de març de 1892 - South Hadley, 15 de febrer de 1962) era una zoòloga i professora a Muntar Holyoke Universitat.
Nascuda a Delaware, Nova Jersey, Adams va estudiar biologia a Mont Holyoke i la Universitat de Chicago, obtenint la llicenciatura entre 1914 i 1916. Va guanyar el post grau de la Universitat de Colúmbia al 1919 i el doctorat a la Yale Universitat al1926. També va estudiar un any, de 1930–1931, a la Universitat d'Edimburg.
Al 1919, Adams va començar la seva carrera a Mont Holyoke, on desenvolupà tota la seva vida professional. Al 1928, esdevingué plenament una professora. Adams es va retirar al 1957 i va morir al 1962 a South Hadley, Massachusetts. Va ensenyar embriologia i genètica i va investigar temes relacionats: endocrinologia i embriologia experimental del sistema reproductiu. Els seus estudis del sistema reproductiu van ser dels primers. Adams va ser finançada per una varietat d'organitzacions, una raresa per les dones universitàries al llarg de tota la seva carrera i una raresa per qualsevol científic durant la Gran Depressió.

## Obres
- 'An experimental study of the development of the mouth in the amphibian embryo', Journal of Experimental Zoology, 40, 1924 doi:10.1002/jez.1400400302
- 'Studies on life in Triturus viridescens : the effects of in castrated males', Journal of Experimental Zoology, 55 (January 1930) doi:10.1002/jez.1400550107
- 'The endocrine glands and molting in Triturus viridescens', Journal of Experimental Zoology, 63:1 (August 1932) doi:10.1002/jez.1400630102
- 'The gonad- and thyroid- stimulating potencies of phyone and hebin', Anatomical Record 45:3 (June 1934) doi:10.1002/ar.1090590308
- Studies in experimental zoology (regeneration, experimental embryology, endocrinology), 1936 OCLC 223213365
- (with Beatrice Gray) 'A comparative study of the thyroid glands of hypophysectomized newts after treatment with anterior pituitary, thyroid and iodine', Anatomical Record 65:1 (April 1936) doi:10.1002/ar.1090650108
- (with Florence Martindale) 'The response of thyroid glands of hypophysectomized newts to injections of phyone and their reaction after cessation of treatment', Anatomical Record 65:3 (June 1936) doi:10.1002/ar.1090650306
- (with Barbara Granger and Ruth Rhoades) 'Stimulation of the thyroid gland of the guinea pig by anuran anterior pituitary', Anatomical Record 72:4 & supplement (December 1938). doi:10.1002/ar.1090720410
- (with Elizabeth M. DeForest and Barbara Granger) 'Effects of administering mouse anterior pituitary to the newt and the frog', Proceedings of the Society for Experimental Biology and Medicine 42 (1939) doi:10.3181%2F00379727-42-10904
- 'Sexual conditions in triturus viridescens. III, The reproductive cycle of the adult aquatic form of both sexes', American Journal of Anatomy, 66:2 (March 1940) doi:10.1002/aja.1000660205

## Afiliacions professionals
- Membre electe, New York Academy of Sciences
- Membre, Endocrine Society
- Membre, Society for Experimental Biology and Medicine